# Euproctis stigmatifera
Euproctis stigmatifera är en fjärilsart som beskrevs av George Francis Hampson 1896. Euproctis stigmatifera ingår i släktet Euproctis och familjen tofsspinnare. Inga underarter finns listade i Catalogue of Life.